# アレハンドロ・ルイディアス
アレハンドロ・ルイディアス（Alejandro Ruidiaz, 1969年9月23日 - 2006年3月）は、アルゼンチン出身の元サッカー選手。ポジションはミッドフィールダー。

## 経歴
CAインデペンディエンテの育成組織出身。15歳の時にアルゼンチンJrユース代表に選出されフェルナンド・レドンドやウーゴ・マラドーナらとともに中国で開催された1985 FIFA U-16世界選手権に参加。グループリーグ第3戦のコンゴ共和国戦に出場した。17歳の時にトップチームに昇格し、当時10番を背負っていたリカルド・ボチーニの後継者と目された。
1988年にアルゼンチン五輪代表に選出され、韓国で開催されたソウルオリンピックに参加。グループリーグ初戦のアメリカ戦に出場。1989年にはアルゼンチンユース代表に選出され、ディエゴ・シメオネやロベルト・ボナーノらとともにサウジアラビアで開催された1989 FIFAワールドユース選手権に参加。グループリーグ初戦のスペイン戦、準々決勝のブラジル戦の2試合に出場した。
同年12月2日、日本サッカーリーグ (JSL) 1部の東芝サッカー部に加入。翌12月3日に行われたJSL1部第11節のフジタ戦でデビューし、1990年1月29日に行われた第12節の本田技研戦で初得点を決めた。東芝ではリーグ戦11試合に出場し4得点1アシストを記録した。
同年8月、インデペンディエンテに復帰したが、直後に交通事故に遭遇したため離脱を余儀なくされた。さらに1991年12月以降は膝の怪我のため実戦から遠ざかった。インデペンディエンテでの通算成績は30試合出場3得点。退団後の1992年9月にCAリーベル・プレートとの間で契約寸前まで話が進んだが、運動能力テストの際に先天性の心臓の問題が見つかり破断。23歳の若さで現役を引退した。
2006年3月、心臓発作により死去。35歳没。

## 個人成績
日本国内成績
| 国内大会個人成績 | 国内大会個人成績 | 国内大会個人成績 | 国内大会個人成績 | 国内大会個人成績 | 国内大会個人成績 | 国内大会個人成績 | 国内大会個人成績 | 国内大会個人成績 | 国内大会個人成績 | 国内大会個人成績 | 国内大会個人成績 |
| 年度             | クラブ           | 背番号           | リーグ           | リーグ戦         | リーグ戦         | リーグ杯         | リーグ杯         | オープン杯       | オープン杯       | 期間通算         | 期間通算         |
| 年度             | クラブ           | 背番号           | リーグ           | 出場             | 得点             | 出場             | 得点             | 出場             | 得点             | 出場             | 得点             |
| 日本             | 日本             | 日本             | 日本             | リーグ戦         | リーグ戦         | JSL杯            | JSL杯            | 天皇杯           | 天皇杯           | 期間通算         | 期間通算         |
| ---------------- | ---------------- | ---------------- | ---------------- | ---------------- | ---------------- | ---------------- | ---------------- | ---------------- | ---------------- | ---------------- | ---------------- |
| 1989-90          | 東芝             | 30               | JSL1部           | 11               | 4                | -                | -                | 0                | 0                | 11               | 4                |
| 通算             | 日本             | 日本             | JSL1部           | 11               | 4                | -                | -                | 0                | 0                | 11               | 4                |
| 総通算           | 総通算           | 総通算           | 総通算           | 11               | 4                | 0                | 0                | 0                | 0                | 11               | 4                |

- JSL (1部) 初出場 - 1989年12月3日 対フジタ工業戦 (三ツ沢球技場)
- JSL (1部) 初得点 - 1990年1月27日 対本田技研戦 (平塚競技場)

## 代表歴
- U-17アルゼンチン代表
  - 1985年 - U-16世界選手権出場
- オリンピックアルゼンチン代表
  - 1988年 - ソウルオリンピック出場
- U-20アルゼンチン代表
  - 1989年 - FIFAワールドユース選手権出場